# Касня (деревня)
Касня — село в Смоленской области России, в Вяземском районе. Административный центр Каснянского сельского поселения. Население — 727 жителей (2008 год).
Расположена на левом берегу реки Касня в восточной части области в 21 км к северу от районного центра, в 2,5 км восточнее автодороги Р134 «Старая Смоленская дорога» Смоленск — Дорогобуж — Вязьма — Зубцов.
Одноимённая железнодорожная станция на линии Вязьма — Ржев.

## Происхождение названия
Деревня получила своё название от железнодорожной станции Касня. Станция же была так названа благодаря тому, что находилась неподалёку от речки под названием Касня (в древности — Качня), которую пересекала железная дорога.

## История
Точных фактов о возникновении поселения немного. Среди местных жителей существует легенда, что некогда на месте Касни была незаселённая территория под названием Лысая Горка. Помещик Постников выселял туда провинившихся крестьян, из-за чего деревня получила название Поганкино. После революции на крестьянском сходе было принято решение переименовать деревню, и она получила имя Рождество.
Деревня Рождество располагалась по восточную сторону железной дороги, а по западной стороне находилась усадьба князя Григория Петровича Волконского под названием Сковородкино (он приобрёл её в 1901 году). После революции 1917 года в имении князя был устроен народный клуб и почтовое отделение, а в 1930 году открыт дом отдыха имени Шмидта.
В деревне Рождество к тому моменту насчитывалось 40 домов, был организован колхоз имени В. И. Ленина и начальная школа, работали мельница, кузня, ветлечебница, шеповальня, птичник, свинарник, коровник. Также на территории деревни находился сельсовет, впоследствии ставший Каснянским.
Рядом с усадьбой Сковородкино располагалась деревня Мамоново, в которой в 1933 году была построена семилетняя школа, а в 1937 году организована машинно-тракторная станция.
Во время Великой Отечественной войны на территории бывшей усадьбы Сковородкино, а в то время — дома отдыха им. Шмидта, был устроен госпиталь для раненых. В главном особняке усадьбы с 29 июля по 27 сентября 1941 года располагался штаб Западного фронта под командованием Маршала Советского Союза С. К. Тимошенко.
Несмотря на то, что 1 октября штаб должен был передислоцироваться в деревню Столбы под Гжатском, 2 и 3 октября 27 пикирующих бомбардировщиков Ю-88 (по другим сведениям их было 18) нанесли по бывшему командному пункту в Касне мощные удары, в результате которых было убито и ранено 73 человека, а также полностью разрушено здание штаба.
Территория была захвачена немецко-фашистскими оккупантами. В акте Чрезвычайной комиссии по расследованию преступлений немецко-фашистских оккупантов в Вяземском районе Смоленской области сказано:
В феврале 1942 года через станцию Касня угоняли население из Ржева на работу в Германию. Один из эшелонов стоял на станции Касня двое суток. Женщины с детьми находились в холодных вагонах. Пищи им не давали, а кто уходил просить кусок хлеба, того убивали, догоняя пулей. За два дня из эшелона было выброшено в яму 155 умерших от голода, замерзших людей, а детей зарывали живыми.
11 марта 1943 года оккупация была снята. При отступлении немцы взорвали железнодорожные пути, станционное здание, уцелевшие усадебные постройки. Наступление советских войск предотвратило разрушение деревни Рождество.
После войны в рамках восстановления хозяйства продолжилось создание колхозов, в 1945 году на территории Каснянского сельского совета их насчитывалось уже девять. 1 апреля 1961 года организован совхоз «Каснянский», а деревни Рождество, Мамоново и Сковородкино были объединены под названием Касня.
На данный момент в Касне 11 улиц: Гагарина, Грибоедова, Ленина, Лесная, Луговая, Мира, Молодёжная, Полевая, Садовая, Школьная и Юбилейная.
Деятельность совхоза «Каснянского» постепенно восстанавливается. На 2007 год в него входило 47 человек. Специализация совхоза — мясное и молочное животноводство. Также выращиваются зернобобовые культуры.

## Образование и культура
В 1930-х годах (время организации колхоза) в селе Рождество была построена начальная школа. В 1933 году началось строительство семилетней школы в деревне Мамоново. После войны Рождественская школа была переименована в Каснянскую среднюю. Обучение в ней тоже длилось семь лет. В 1947 году состоялся первый выпуск Каснянской школы.
На территории школьного двора располагались здания начальной школы, средней школы, а также деревянные одноэтажные корпуса-общежития для детей, проживавших в других, наиболее отдалённых, деревнях. Кроме того, существовал школьный сад и огород, а также стадион с комплексом спортивных снарядов.
В настоящее[какое?] время в Каснянской средней школе обучаются как дети местных жителей, так и ученики из близлежащих деревень. К педагогической работе привлекаются молодые учителя из Вязьмы. В школе проводятся занятия самодеятельных кружков и кружков рукоделия.
Неподалёку от школы (рядом со зданием сельской администрации, бывшим сельсоветом) расположен детский сад.
Функционирует Каснянский сельский дом культуры, в котором проводятся дискотеки, общедеревенские праздники и районные мероприятия, осуществляется деятельность кружков самодеятельности и показ кинофильмов.
Также после войны в бывшей усадьбе Сковородкино был организован пионерский лагерь имени Гагарина (позже — детский оздоровительный лагерь имени Гагарина). После перехода лагеря в собственность ОАО «РЖД» он стал предназначен только для отдыха детей железнодорожников. В 2006 году лагерь был закрыт. В настоящее[какое?] время районной администрацией решается вопрос о возобновлении функционирования лагеря имени Гагарина и о совместном его использовании с ОАО «РЖД». Таким образом появится возможность распространять путёвки среди жителей города Вязьмы, в том числе среди детей из малообеспеченных семей и льготников.
В Касне нет действующих церквей.

## Достопримечательности
- Памятное место, где с июля по октябрь 1941 года размещался штаб Западного фронта Великой Отечественной войны, а также памятная доска об этом событии на стене вокзала.
- Воинское захоронение с мемориалом (находится через дорогу от школьного стадиона).
- Памятная доска на стене школы, сообщающая о том, что с 1930 по 1937 год в этой школе учился герой Советского Союза Михаил Иванович Леонов.
- Руины усадьбы Сковородкино князей Волконских.
- Краеведческий музей (организован в здании школы).

## Транспорт
Существует железнодорожное сообщение с Вязьмой и Ржевом. По маршруту следуют автомотрисы АЧ2 Смоленского отделения (Московская железная дорога) в составе 3—4 вагонов (в 2011 году — в составе одного вагона). Посадка пассажиров в головной и хвостовой вагон не осуществляется. Отправление от конечных пунктов происходит два раза в день (утром и вечером). Путь от Вязьмы до станции Касня занимает 40 минут.
Кроме того, три раза в день ходит автобус от Вязьмы (конечным пунктом маршрута является сельская администрация).
До пуска этих автобусов существовал только способ доехать на одном из автобусов, следующих от Вязьмы по шоссе Р134 в сторону Сычёвки, до поворота на Касню, после чего пройти около 2,5 км пешком.